# Simone Uggetti
Simone Uggetti (Sant'Angelo Lodigiano, 24 luglio 1973) è un politico italiano, esponente del Partito Democratico e sindaco di Lodi dal 2013 al 2016.
Eletto primo cittadino nel 2013 in rappresentanza di una coalizione di centro-sinistra, rassegnò le dimissioni tre anni più tardi a causa del suo coinvolgimento in una vicenda giudiziaria, dalla quale uscì poi definitivamente assolto nel 2023 dopo il secondo processo d'appello.

## Biografia
Cresciuto a Graffignana (in provincia di Lodi), ha conseguito la maturità scientifica presso il liceo Giovanni Gandini di Lodi. Il 28 giugno 2014 si è sposato con Chiara Mariani ad Arena Po, in provincia di Pavia, secondo il rito civile.

### Attività politica
Dopo essere stato eletto consigliere comunale a Lodi per due mandati consecutivi (1996-2005), fu prescelto quale assessore all'ambiente, alla mobilità, all'urbanistica e alle attività produttive nelle due giunte guidate da Lorenzo Guerini (2005-2013).
Il 10 giugno 2013 fu eletto sindaco di Lodi al ballottaggio con il 53,62% dei voti, entrando formalmente in carica il giorno successivo. Come primo cittadino promosse il potenziamento delle politiche sociali, la realizzazione di alcuni progetti di riqualificazione urbana, l'estensione del teleriscaldamento e un piano di contenimento dei costi, riducendo il numero dei dirigenti comunali e delle automobili di servizio; durante il suo mandato si registrò inoltre un deciso incremento nella frazione di rifiuti differenziati, cresciuta dal 50,7% del 2013 al 69,1% del 2016.
Uggetti fu aspramente criticato per aver avallato l'ingresso in maggioranza di alcuni ex esponenti dell'opposizione di centro-destra e per aver inoltre affidato a uno di loro l'incarico di assessore, perdendo in questo modo il sostegno di Sinistra Ecologia Libertà e del Partito dei Comunisti Italiani.
Secondo un sondaggio d'opinione commissionato da Il Sole 24 Ore nel gennaio del 2016, il suo consenso fra i cittadini lodigiani si attestava al 54,5%, risultando quindi sostanzialmente invariato rispetto all'esito elettorale ma in calo nei confronti di un'analoga rilevazione del 2015.

### Procedimenti giudiziari
Il 3 maggio 2016, nell'ambito di un'inchiesta giudiziaria per l'ipotesi di reato di turbata libertà degli incanti, fu sospeso dalle funzioni di sindaco a seguito di un'ordinanza di custodia cautelare motivata dal presunto pericolo di inquinamento delle prove: secondo la testimonianza di una dipendente comunale, Uggetti avrebbe favorito la società Sporting Lodi, partecipata al 45% dal Comune tramite un'azienda municipalizzata, nell'assegnazione del bando di gara relativo alla gestione di due piscine scoperte. Dalle indagini emerse che il sindaco, nel tentativo di eliminare alcune tracce della sua condotta, sarebbe stato intenzionato a formattare computer e altri dispositivi in suo possesso. In occasione di un interrogatorio, Uggetti avrebbe dichiarato di aver privilegiato la società partecipata operando «per il bene della città, non per interesse», nell'ottica di preservare gli equilibri di bilancio del Comune.
Il 13 maggio 2016 il Giudice per le indagini preliminari revocò la misura di custodia in carcere, disponendo gli arresti domiciliari; Uggetti fu rimesso in libertà il successivo 8 giugno, riacquistando contestualmente le prerogative di primo cittadino. In una lettera aperta indirizzata alla cittadinanza, egli ribadì di essere stato animato «dalla volontà di agire per l'interesse generale e di contribuire alla solidità della gestione cittadina», preannunciando che sarebbe rimasto in carica sino al 31 luglio 2016. Il successivo 1º agosto formalizzò le proprie dimissioni.
Il processo di primo grado, celebrato con la procedura del giudizio immediato fra il luglio del 2016 e il novembre del 2018, si concluse con la condanna di Uggetti a dieci mesi di reclusione e 300 euro di multa con sospensione condizionale della pena; nella motivazione del verdetto, il giudice scrisse che «l'istruttoria processuale molto articolata ha considerevolmente ridimensionato l'impianto accusatorio».
Il successivo procedimento di secondo grado – terminato nel maggio del 2021 – sancì invece l'insussistenza dei fatti contestati, riconoscendo che l'ex sindaco di Lodi aveva agito «in acclarato perseguimento di obiettivi corrispondenti all'interesse pubblico», avvalendosi del «margine d'intervento di indirizzo politico-amministrativo concesso [...] dalla legge»: egli fu dunque assolto con formula piena. L'intera vicenda ebbe ampio risalto sugli organi d'informazione, diventando uno degli argomenti centrali del dibattito politico nazionale: dopo la sentenza di proscioglimento, il ministro degli esteri Luigi Di Maio – già capo del Movimento 5 Stelle – presentò pubbliche scuse a Uggetti per averlo precedentemente attaccato con «modi grotteschi e disdicevoli», il che innescò la cosiddetta "svolta garantista" del suo partito.
Il 31 marzo 2022, la Corte di Cassazione annullò l'assoluzione in secondo grado, disponendo lo svolgimento di un secondo procedimento di appello; la ripetizione del processo, conclusasi il 20 giugno 2023, vide Uggetti uscire prosciolto in via definitiva per «particolare tenuità del fatto», in quanto – secondo i giudici – l'ex sindaco aveva infranto la normativa con l'unico obiettivo di «realizzare il miglior servizio possibile in beneficio dei cittadini del territorio».